# Sherin Khankan

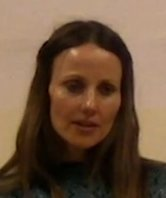
Sherin Khankan (2011)

Sherin Khankan (* 13. Oktober 1974) ist der erste weibliche Imam in Dänemark.

## Leben
Khankan wurde in Dänemark als Tochter eines syrischen Vaters und einer finnischen Mutter geboren. Sie studierte in Damaskus und kehrte im Jahr 2000 in ihr Geburtsland zurück. Danach erwarb sie an der Universität von Kopenhagen einen Master in Religionssoziologie und Philosophie.
Die Dänin gründete die Mariam Moschee in Kopenhagen, die sich in wesentlichen Punkten von traditionellen Moscheen unterscheidet. Ähnliche Moscheen gibt es bereits in den Vereinigten Staaten, Kanada und Deutschland, aber für Dänemark war das im Jahr 2016 eine Neuheit. In der Moschee ist es gemischtreligiösen Paaren gestattet zu heiraten.
Khankan gründete 2001 die Organisation „Critical Muslims“; zudem ist sie als Buchautorin tätig. Wegen dieser Tätigkeiten zählte sie 2016 zu den 100 Women der BBC.

## Auszeichnungen
- 2016: 100 Women der BBC
- 2018: Mathildeprisen von Dansk Kvindesamfund